# Pan (pivo)
PAN je marka piva koje proizvodi Carlsberg Croatia d.o.o. Prvi je pivski brend koji je istaknuo osvježenje kao važnu pivsku odliku od svog nastanka 1997.  Dio je grupacije Carlsberg grupacije. 

### Proizvodi u Pan asortimanu
1. Pan Lager
2. Pan Zlatni
3. Pan Tamni
4. Pan Kraljevski
5. Pan Radler
6. Pan Bez

### Pan Lager
Pan Lager je hrvatsko svjetlo „lager“ pivo lansirano 21.04.1997. Spravljeno je od visokokvalitetnih sirovina ječmenog slada i posebnih sorti hmelja. Pan je pivo osvježavajućeg okusa i smanjenje goričine, a sadrži 4,8% alkohola. 
Vrhunska kvaliteta Pan piva nagrađivana je na brojnim internacionalnim natjecanjima pa je tako 2015. godine osvajio zlatnu medalju na Monde Selection i 3 zvjezdice na Superior Taste Awardu. Pan je ponosni nositelj oznake Hrvatska kvaliteta koju HGK dodjeljuje proizvodima natprosječne kvalitete.
Pan pivo dostupno je u različitim praktičnim pakiranjima kojima je cilj zadovoljiti različite potrebe i ukuse potrošača:
- povratna staklena boca od 0,5 l,
- PET boca od 1 l i 2 l,
- limenka 0,5 l,
- staklena boca od 0,25 l,
- povratna staklena boca od 0,35 l,
- multipakiranje (4pack) limenke 0,5 l

### Pan Zlatni
Pan Zlatni je lager jedinstvene zlatne boje, bogatog pivskog okusa i izražene gorčine koja je dobivena uporabom posebne sorte hmelja. Nastao je davne 2009. godine kao suradnja Panovih majstora pivara sa 600 hrvatskih ljubitelja piva koji su brižljivo odabrali njegove sastojke, odlučivši se pritom za pivo zlatne boje, bogate pjene i raskošnog okusa. Osim po boji Pan Zlatni ima i specifičnu pivsku aromu što ga razlikuje od drugih vrsta pive, a odlikuje se i profinjenom gorčinom koja je dobivena uporabom posebne sorte hmelja uzgojene u Hrvatskoj.  
Pan Zlatni dostupan je u različitim pakiranjima:
- povratna staklena boca od 0,5l,
- PET boca od 1 l
- limenka 0,5 l,
- povratna staklena boca od 0,35 l,
- multipakiranje (4pack) limenke 0,5l

Nositelj je čak 6 nagrada i priznanja za kvalitetu Monde Selection i Superior Taste Awards.
- 2015 Srebrna medalja Monde Selection
- 2014 Srebrna medalja Monde Selection
- 2013 Superior Taste Award- 2 zlatne zvjezdice
- 2013 Srebrna medalja Monde Selection
- 2011 Zlatna medalja Monde Selection
- 2010 Superior Taste Award- 2 zlatne zvjezdice

### Pan Tamni
Pan Tamni je tamno lager pivo koje uz 5,5% udjela alkohola karakterizira specifična aroma prženog slada. 
Pan Tamni dostupan je u Hrvatskoj od 2011. kada je ekskluzivno distribuiran samo kao točeno pivo na utakmicama Medveščaka pod nazivom Pan Ice Fever, a zbog iznimno pozitivnih reakcija potrošača uvršten je u redovan asortiman Carlsberg Croatia. 
Sadrži posebno odabrane sorte hmelja koje mu osiguravaju bogatstvo i punoću okusa.  
Pan Tamni također je nositelj brojnih nagrada kao što su dvije srebrne medalje Monde Selection osvojene u 2014. i 2015. godini.

### Pan Kraljevski
Pan Kraljevski je crveno pivo proizvedeno od dvije vrste hmelja i dvije vrste slada. Nastao je kao kruna posjeta danskoga kraljevskog para Carlsberg pivovari u Koprivnici 23. listopada 2014. godine te je time postao jedino hrvatsko pivo pripremljeno za člana kraljevske obitelji. Sadrži nježnu gorčinu i blago karamelastu aromu s udjelom alkohola od 5,2%. 

### Pan Bez
Pan Bez je vrhunsko bezalkoholno pivo uvedeno na tržište 2004. godine, koje potrošačima nudi bogat pivski okus bez alkohola.  
Pan Bez je nositelj oznake Hrvatska kvaliteta koju HGK  Arhivirana inačica izvorne stranice od 31. srpnja 2016. (Wayback Machine) dodjeljuje proizvodima natprosječne kvalitete te je 2015. godine osvojio 3 zvjezdice na istaknutom natjecanju Superior Taste Awards.

### Pan Radleri
Pan Radler Limun je piće koje spaja okus svijetlog lagera (40%) s okusom limunovog soka (60%), uz udio alkohola od 2% (radler). Kao takav pruža posve novu dimenziju osvježenja tijekom vrućih ljetnih dana. Pan Radler Limun dostupan je na tržištu u nekoliko praktičnih pakiranja: povratnoj staklenoj boci od 0,5 litara, limenci od 0,5 l i PET ambalaži od 2 litre.
Pan Radler Grejp Limeta osvježavajuća je kombinacija grejpa i limete koja najavljuje poseban, svjež i reski miris grejpa, a već s prvim gutljajem donosi uživanje u zanimljivom twistu što ga donosi limeta. Sastoji se od svijetlog lager piva (40%) i osvježavajućeg bezalkoholnog pića od soka grejpa s prirodnom aromom limete (60%), s alkoholnim udjelom od 2%. Pan Radler Grejp Limeta dostupn je na tržištu u 2 praktična pakiranja: povratnoj staklenoj boci od 0,5 litara i PET ambalaži od 2 litre.

## Vanjske poveznice
- Službene stranice Carlsberg Croatia  Arhivirana inačica izvorne stranice od 5. listopada 2008. (Wayback Machine)
- Službene stranice PAN piva  Arhivirana inačica izvorne stranice od 6. rujna 2011. (Wayback Machine)